# Poètes floraux

Les poètes floraux (chinois : 花间集派词人, littéralement « les poètes du Huajian ji ») est un terme collectif désignant des poètes de la fin des Tang, de la Période des Cinq Dynasties et des Dix Royaumes et du Shu postérieur. Ces poètes appartiennent à l’école poétique Parmi les fleurs. Ils « excellent à capturer les délicatesses des fibres du cœur des femmes en les matérialisant par un langage franc et chaleureux. » p. 238. Leurs poésies sont principalement des ci, connues pour leur style luxueux.
Il faut mentionner que ce sont tous des poètes masculins qui « empruntent majoritairement une voix féminine » pour décrire la vie des femmes dans les alcôves. Les deux grands poètes de cette période sont Wen Tingyun (vers 859) et Li Yu (937-978) .

## Thèmes
En général, leurs œuvres se concentrent sur les femmes, les fleurs et la lune. Les émotions exprimées se limitent, entre autres, à la mélancolie du printemps et à la tristesse de la séparation. Les scènes décrites se cantonnent aux chambres intimes, aux banquets, aux jardins parfumés et aux sentiers sinueux, etc. Leurs ci abordent souvent des thèmes érotiques ou sensuels. En accord avec cette tonalité, le style artistique est caractérisé par un langage fleuri, délicat et sensuel. L’accent est mis sur l’ornementation et la recherche de la grâce, imprégnées d’un parfum de poudre et de fard.

Cependant, il existe aussi d’autres thèmes sortis de « l’alcôve » ou du « boudoir », par exemple ce ci de Sun Guangxian Chaumière aux haies de roses trémières sur l’air de Homme talentueux et galant (风流子) qui décrit le paysage rural d’un village au bord de l’eau au printemps : 

« 茅舍槿篱溪曲, (Chaumière aux haies de roses trémières, au bord d’un ruisseau sinueux,)
鸡犬自南自北… (Poules et chiens vaquent çà et là, du sud au nord…) »

 D’autres poèmes s’écartent aussi de cette tendance érotique, comme une partie des œuvres de Wen Tingyun qui met l’accent sur des émotions intérieures authentiques plutôt que sur une beauté superficielle et ostentatoire.

## Les poètes floraux
Les trois plus grands poètes floraux de cette période sont Wen Tingyun (vers 859)  , Wei Zhuang et Li Yu (937-978).
Les ci de dix-huit poètes floraux sont compilées dans le Recueil parmi les fleurs, ouvrage écrit par Zhao Chongzuo (赵崇) en 940. Outre Wen Tingyun  et  Wei Zhuang, on y retrouve les noms de Gu Xiong, Mao Wenxi, Ouyang Jiong, Sun Guangxian entre autres.